# آر. إيويل ثورنتون
آر. إيويل ثورنتون هو سياسي أمريكي، ولد في 7 يناير 1865 في Brentsville, Virginia ‏ في الولايات المتحدة، وتوفي في 27 مارس 1928 في مقاطعة فيرفاكس في الولايات المتحدة. نشط حزبياً في الحزب الديمقراطي. وقد انتخب عضو مجلس ولاية فرجينيا ‏.